# Johnny Haeusler

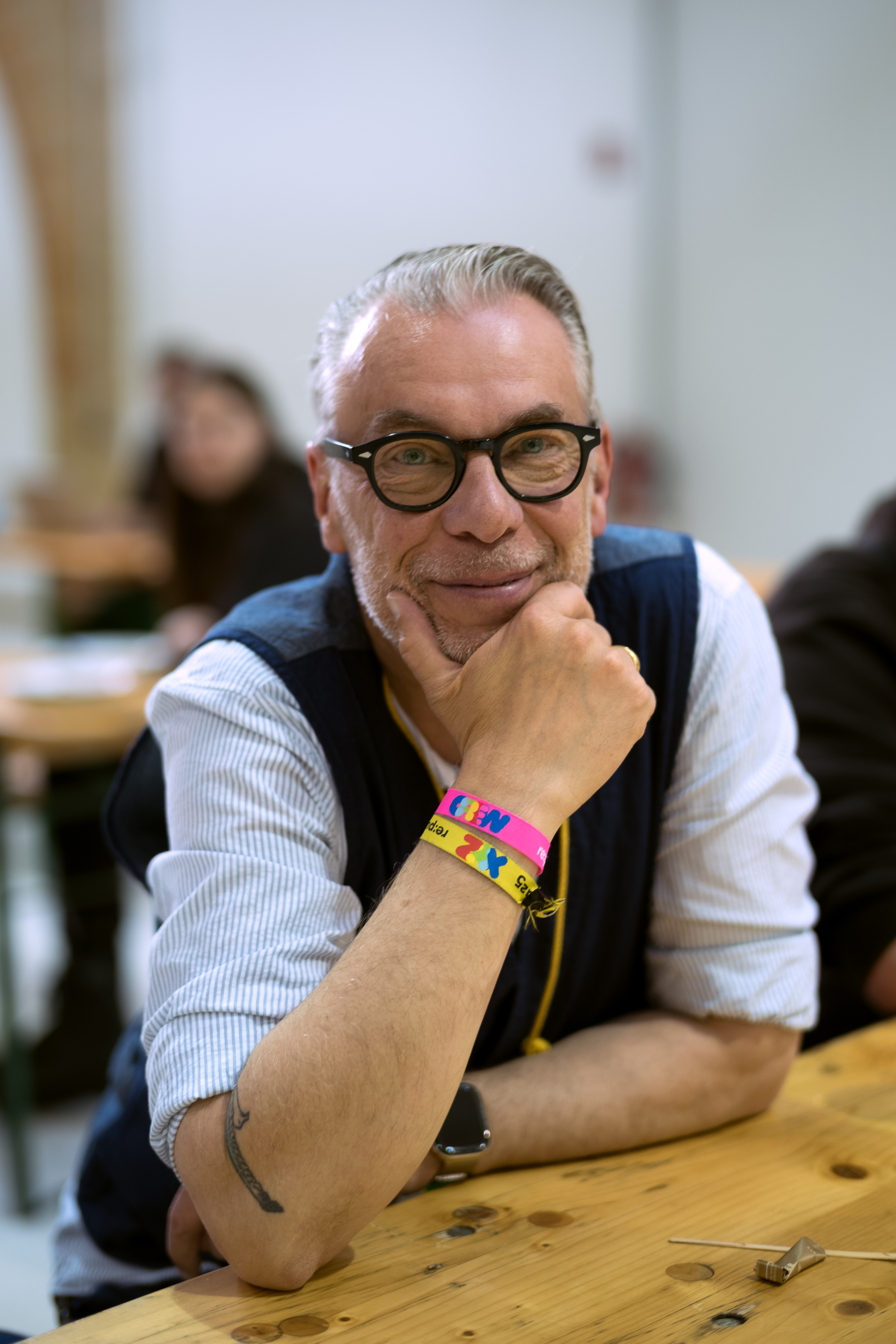
Johnny Haeusler, re:publica 2025

Johnny Haeusler (* 21. August 1964 in West-Berlin als Jörg Haeusler) ist ein deutscher Musiker, Blogger, Mediendesigner, Autor und Radio-Journalist. Er ist Frontmann der Rockband Plan B sowie Mitbegründer und Veranstalter der re:publica.

## Leben und Wirken
Haeusler besuchte das Berliner Jesuitengymnasium Canisius-Kolleg. Mit 15 Jahren änderte „Johnny“ Haeusler seinen Vornamen für seine erste Plattenveröffentlichung. Haeusler ist seit 2001 verheiratet und lebt mit seiner Frau Tanja und den beiden gemeinsamen Söhnen in Berlin-Tempelhof. Sven Haeusler ist sein Bruder.

### Musiker
Haeusler war zunächst Sänger und Gitarrist der Musikgruppe Plan B und bis zur Auflösung 1994 im Streit mit der Plattenfirma. 2012 gab die Band ihre Reunion bekannt.

### Radiomoderator
Haeusler betätigte sich als Radiomoderator bei SFB 2 (Stix’n Stones) und später beim Berliner Jugendsender Radio 4U, der dann in Radio Fritz überging. Dort moderierte Haeusler den Soundgarden und mit Jürgen Kuttner die Sendung Weltall, Erde, 42. Weiterhin übernahm er für den Radiosender 1993 die Erstellung eines multimedialen Projekts mit dem Namen Fritz CD-Rom. Aus einem ursprünglich geplanten „interaktiven Programmplan“ wurde nach einem Jahr ein Spiel. Von 1995 bis 2000 war Haeusler der Moderator der Sendung Chaosradio des Chaos Computer Clubs auf dem Jugendradiosender Fritz. Bei Radio Fritz betreute Haeusler von Oktober 2006 bis März 2007 als Redakteur und Moderator die zweistündige Radiosendung Trackback, die sich mit Blogs, Podcasts und Creative-Commons-Musik befasst. Von 2013 bis 2018 moderierte Haeusler die Sendung Spreeblick bei Flux FM.

### Mediendesign
Mitte der 1990er erstellte Haeusler für Bands und Musiklabels wie Lemonbabies, Gautsch oder Fettes Brot Websites. 1998 machte er Mediendesign zu seinem Beruf und gründete die defcom GmbH. In Haeuslers Agentur entstanden die GIF-Animationen MTV-Nanopops. Sie wurden vom Art Directors Club prämiert. Nach der Insolvenz seiner Firma 2003 machte er den Blog Spreeblick zu seiner Hauptbeschäftigung. Im Jahr 2005 gründete er die Spreeblick Verlag KG. Zuvor löste Haeuslers Blog im Dezember 2004 erstmals ein größeres Medienecho auch außerhalb des Internets aus, als er durch die Satire „Jamba-Kurs“ Stellung zu den umstrittenen Geschäftspraktiken des Klingeltonanbieters Jamba nahm. Spreeblick gehörte zu den bekannteren Blogs in Deutschland. Seit 2020 erscheinen aber kaum noch neue Beiträge.

### Veranstalter
2007 gründete Johnny Haeusler mit seiner Frau Tanja, Markus Beckedahl und Andreas Gebhard die re:publica, eine seit 2007 jährlich stattfindende Veranstaltung in Berlin, die in Vorträgen und Workshops verschiedene Themenfelder aus dem Internet behandelt.

### Autor
Ende 2011 erschienen 15 Kurzgeschichten als E-Book unter dem Titel I Live by the River! im eigenen Spreeblick Verlag. Das gemeinsam mit seiner Frau Tanja geschriebene Buch Netzgemüse – Aufzucht und Pflege der Generation Internet wurde im Dezember 2012 im Goldmann Verlag veröffentlicht. Das Sachbuch versteht sich als Erfahrungsbericht und möchte Eltern von Heranwachsenden zu einem entspannteren, realistischen und angstfreien Umgang mit dem Thema Internet verhelfen. Grundlage für das Buch waren eigene Erfahrungen und Erlebnisse mit den zehn- und dreizehnjährigen Söhnen. Dazu veranstaltete er 2016 mit seiner Frau Tanja Haeusler die erste teenageinternetwork convention, kurz TINCON in Berlin, welche nur für Jugendliche zugänglich war.
Haeusler ist Mitautor der Charta der Digitalen Grundrechte der Europäischen Union, die Ende November 2016 veröffentlicht wurde.

## Auszeichnungen
- 1998 für X: 1. Preis des Gründerwettbewerbs Multimedia
- 2006 für Spreeblick: Grimme Online Award Spezial
- …. für die defcom: Red Dot Design Award

## Publikationen
- Uwe, SuKuLTuR-Verlag, Berlin 2010. (15 Seiten) ISBN 978-3-941592-14-8
- I Live by the River! – 15 Geschichten; E-Book (97 Seiten) Spreeblick-Verlag 2011
- Netzgemüse: Aufzucht und Pflege der Generation Internet, (mit Tanja Haeusler) [Elektronische Ressource] München: E-Books Random House. 2012 ISBN 978-3-641-08878-1